# Clazuril
Il clazuril è un farmaco veterinario utilizzato per il trattamento della coccidiosi. Viene in particolar modo utilizzato per la cura dei piccioni viaggiatori affetti da eimeria labbeana ed eimeria columbarum.
È una molecola appartenente al gruppo dei benzene acetonitrili e agisce bloccando le fasi di schizogonia dei coccidi (agendo sui merozoiti sugli schizonti), di gametogonia (agendo sui gameti dei coccidi), e di sporulazione (agendo sulle oocisti). 
La molecola è insolubile in acqua e viene perciò somministrato agli animali infetti per bocca tramite una formulazione in compresse che devono essere inserite direttamente nel becco dell'animale.
I piccioni trattati con il clazuril non devono essere destinati al consumo umano.